# The Desired Effect
The Desired Effect —en español: 'El efecto deseado'— es el segundo álbum de estudio del cantautor estadounidense y vocalista de The Killers Brandon Flowers, lanzado al mercado el 15 de mayo de 2015. Grabado en los estudios Battle Born de Winchester, Nevada, fue producido por Ariel Rechtshaid y Brandon Flowers y mezclado por Alan Moulder. El disco debutó en el primer lugar de la lista 
UK Albums Chart del Reino Unido, tal como su antecesor Flamingo del año 2010.

## Lista de canciones
| The Desired Effect — Standard version |                            |                                                                                           |                  |          |  |
| N.º                                   | Título                     | Escritor(es)                                                                              | Productor(es)    | Duración |  |
| 1.                                    | «Dreams Come True»         | Brandon Flowers                                                                           | Ariel Rechtshaid | 4:03     |  |
| 2.                                    | «Can't Deny My Love»       | Flowers, Darren Beckett                                                                   | Rechtshaid       | 3:42     |  |
| 3.                                    | «I Can Change»             | Flowers, Steve Bronski, Lawrence Cole, James Somerville, Axel Hedfors, Sebastian Ingrosso | Rechtshaid       | 4:18     |  |
| 4.                                    | «Still Want You»           | Flowers                                                                                   | Rechtshaid       | 3:11     |  |
| 5.                                    | «Between Me and You»       | Flowers                                                                                   | Rechtshaid       | 4:39     |  |
| 6.                                    | «Lonely Town»              | Flowers                                                                                   | Rechtshaid       | 3:30     |  |
| 7.                                    | «Diggin' Up the Heart»     | Flowers                                                                                   | Rechtshaid       | 3:49     |  |
| 8.                                    | «Never Get You Right»      | Flowers, Taylor Goldsmith, Conor Oberst                                                   | Rechtshaid       | 3:43     |  |
| 9.                                    | «Untangled Love»           | Flowers, Rick Nowels                                                                      | Rechtshaid       | 4:11     |  |
| 10.                                   | «The Way It's Always Been» | Flowers, Benji Lysaght                                                                    | Flowers          | 3:59     |  |